# DAR Constitution Hall

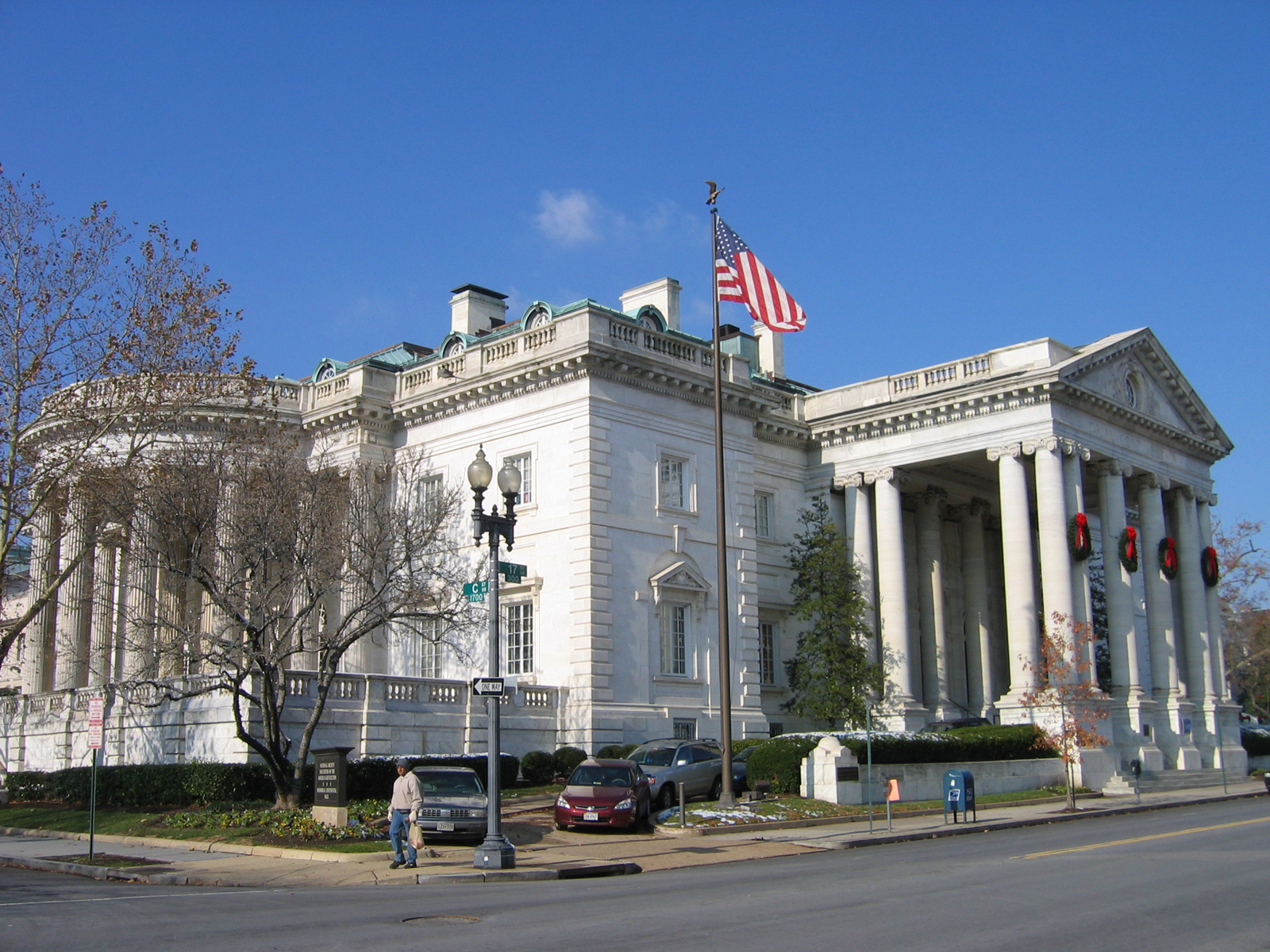
DAR Constitution Hall

DAR Constitution Hall is een concertzaal in Washington, D.C.. Het werd in 1929 gebouwd door de organisatie Daughters of the American Revolution, die het nog steeds bezit en er de jaarlijkse ledenconventie houdt. In een ander gedeelte van het gebouw zit de genealogische onderzoeksbibliotheek. Ook zijn er verschillende huiskamers die elk een aparte staat van de Verenigde Staten vertegenwoordigen.
De zaal is ontworpen door architect John Russell Pope en ligt aan 1776 D St. NW, ten oosten van het United States Department of the Interior tussen het Amerikaanse Rode Kruis en de Organisatie van Amerikaanse Staten. In de zaal kunnen 3.974 mensen plaatsnemen, er zijn ook 52 extra boxen.
Het wordt gebruikt voor concerten, musicals, familievoorstellingen, schoolceremonies, en de  Washington-editie van de Radio City Christmas Spectacular. In deze zaal is de televisiespecial Eddie Murphy Delirious uit 1983 gefilmd en Martin Lawrence Live: Runteldat uit 2002. Gedurende meerdere decennia, voordat het John F. Kennedy Center for the Performing Arts werd geopend in 1971, was het National Symphony Orchestra hier gevestigd en was het de belangrijkste zaal voor klassieke muzikanten. Ook werden er hier decennialang filmlezingen gehouden door de National Geographic Society.
Elke president van de Verenigde Staten heeft sinds Calvin Coolidge ten minste één evenement bijgewoond in de zaal.